# Sano Akio
Akio Sano (sinh ngày 18 tháng 2 năm 1974) là một cầu thủ bóng đá người Nhật Bản.

## Sự nghiệp câu lạc bộ
Akio Sano đã từng chơi cho JEF United Ichihara.